# MPI HSP46
Die MPI HSP46 ist eine vierachsige dieselelektrische Lokomotive von MotivePower. Einziger Kunde war die Massachusetts Bay Transportation Authority, die sie für den Betrieb der MBTA Commuter Rail durch ein beauftragtes Verkehrsunternehmen beschaffte. Die MPI HSP46 ist ein Nachfolgemodell der MPI MPXpress.

## Beschreibung
Das Direktorium der Massachusetts Bay Transportation Authority (MBTA) stimmte am 14. Juli 2010 der Beschaffung der 20 neuen Diesellokomotiven im Wert von 114,63 Millionen US-Dollar von MotivePower, Inc., zu. Diese Lokomotiven wurden durch GE GEVO-12 Dieselmotoren von GE Transportation Systems angetrieben, ausgestattet mit einem statischen Umrichter für die Zugsammelschiene. Sie erfüllten die von der Environmental Protection Agency vorgeschriebenen Tier-3-Abgasnormen. Die Wechselstrom-Motoren, die Wechselrichter und Steuerungssysteme wurden von GE geliefert, während MPI die Bremssysteme, die Druckluftsysteme und die Kühlsysteme liefern sollte. Die Fertigung der Lokomotiven erfolgte im Werk von Motive Power in Boise, Idaho. Die neuen Lokomotiven sollten die 20 ältesten Lokomotiven der MBTA ersetzen.
Die Auslieferung der Fahrzeuge begann im Oktober 2013, nach Tests und Ausbildungen ging das erste Exemplar im April 2014 in Passagierbetrieb. Im Juli 2011 ließ die MBTA über die Farbgestaltung der neuen Lokomotiven abstimmen, dabei wurden auch erstmals Designbilder der HSP46 gezeigt. Die Mehrheit der Kunden entschied sich bei der Abstimmung für ein Design mit einem großen T-Logo.
Im April 2017 waren von 40 Exemplaren der HSP46 aufgrund von verschiedenen mechanischen Problemen nur 27 Stück betriebsbereit.
Mit Stand 2025 bietet Wabtec keine neuen Lokomotiven der Marke MotivePower mehr an.